# Henrique Monteiro
Henrique Manuel Baptista da Costa Monteiro (Lisboa a 1 de Setembro de 1956) é um jornalista português. Tem origens familiares no concelho de Vila Nova de Paiva, distrito de Viseu.
É casado e tem duas filhas, de casamentos anteriores.

## Carreira
Henrique Monteiro é jornalista profissional desde 1979, tendo iniciado a sua carreira no jornal Voz do Povo, já depois deste semanário se ter desligado da UDP, um partido de extrema-esquerda que hoje integra o Bloco de Esquerda. Aí trabalhou com José Manuel Fernandes, João Carlos Espada, Nuno Crato, João Mesquita, Nuno Pacheco e Mário Robalo, entre outros.
Entre 1981 e 1985 trabalhou no vespertino do Porto Notícias da Tarde e no Jornal de Notícias, de onde transitou para O Jornal. Em 1989 entrou nos quadros do Expresso, onde foi editor da Revista, da secção Sociedade e, a partir de 1995, subdirector. Em Janeiro de 2006 foi nomeado director daquele semanário. Em 2008 foi nomeado pela Impresa Publishing, detentora do jornal Expresso e de outras publicações, Publisher do Expresso, que acumula com o cargo de Director, da revista económica Exame e da revista Courrier Internacional. Em 2010 foi ainda nomeado Publisher e Director da revista trimestral Intelligente Life, resultado de um acordo entre o Expresso e a revista britânica The Economist. A partir de Janeiro de 2011 deixou a direcção do Expresso, que passou a ser exercida por Ricardo Costa, até então director-adjunto, passando a Director Editorial para as Novas Plataformas do grupo Impresa Publishing e administrador da empresa que detém os títulos Expresso, Visão, Caras, Blitz, Exame e Activa, entre outros. Em 2015 passou a Diretor-Geral Editorial Adjunto da Impresa (na dependência do Diretor-Geral e simultaneamente diretor da SIC, Ricardo Costa; em janeiro de 2018, depois da venda das revistas do grupo acordou a sua saída da Impresa, mantendo a colaboração com o Expresso. 
Foi ainda da direção do Sindicato dos Jornalistas, durante a presidência de José Pedro Castanheira e membro do Conselho Geral daquele Sindicato.
Juntou-se a João Carlos Espada, José Manuel Fernandes, José Pacheco Pereira e Manuel Villaverde Cabral, entre outros, para fundar o Clube da Esquerda Liberal, em 1984, e mais tarde o Clube Alexis de Tocqueville, fazendo parte dos Conselhos Editoriais das revistas Risco e Nova Cidadania.
É, desde 2021, membro do Conselho Coordenador da SEDES, nas direções presididas por Álvaro Beleza.
Publicou semanalmente, entre 1990 e 2023, com o pseudónimo 'Comendador Marques de Correia' as crónicas de humor 'Cartas Abertas', tendo estas sido compiladas em livro e publicadas pela Bertrand, em 2000. Em 2002 publicou o romance 'Papel Pardo'. Em 2010 voltou a publicar um romance, desta vez na editora D. Quixote, intitulado Toda uma Vida. O seu terceiro romance, "O Repórter do Kiribati" foi publicado pela editora Gradiva em 2013. Em 2017 na editora Guerra e Paz foi responsável pela apresentação e organização do livro "Grandes Discursos da História".
Publica uma crónica semanal no Expresso, e colabora na SIC Notícias e na Rádio Renascença como comentador. 

## Funções maçónicas
Integra como membro o Grande Oriente Lusitano - Maçonaria Portuguesa, através da Loja Convergência.